# Paco España
Francisco Morera García (La Isleta, Las Palmas de Gran Canaria; 1951 - 23 de enero de 2012), conocido artísticamente como Paco España, fue un actor y transformista español, pionero de esta práctica artística a finales de la dictadura franquista y de gran popularidad durante la Transición.

## Biografía
Comenzó su carrera en Las Palmas, cantando en la radio, imitando a Joselito. Con 16 años se trasladó a Barcelona para tratar de triunfar en el espectáculo, pero inicialmente sin mucha suerte: lo rechazaban por feo, a pesar de no cantar mal. Viendo que los transformistas tenían éxito, compró algo de ropa femenina y se presentó vestido de mujer y consiguió 400 pesetas. Al día siguiente lo contrataron en el cabaret Barcelona de Noche, que junto con El Molino era uno de los teatros más importantes de la época. En Barcelona se casó con Manuela y tuvo dos hijos, Ricardo y Angelines, de los que se ocupó durante toda su vida.
Poco después se trasladó a Madrid, al «Gay Club», donde realizó sus propios espectáculos, como el Loco, loco cabaret, que tenían una calidad considerable, incluyendo vocalista, bailarines e imitadores. Sobre el escenario, Paco España aparecía con bata de cola, kimono o biquini, imitando a grandes artistas como Lola Flores, su gran ídolo, o Paloma San Basilio. Ejercía de mariquita orgullosa, cantando con orquesta «¡Yo soy Paco el del salero y me guaseo del mundo entero...!». De su espectáculo decía «Es un espectáculo raro, sí, pero moderno. Aquí hay de todo: machos, machirulas, mariquitas y últimamente hasta alcaldesas.» Entre sus frases más famosas están la que usaba para salir en escena, «¡Damas, caballeros, mariquitas simpatizantes...!» o aquella «¡No somos machos, pero somos muchas!» A finales de los 70 llegaba a cobrar medio millón de pesetas por actuación.
También actuó en el teatro, estando dos años en la cartelera madrileña con la obra Pecado mortal, con música de Juan Pardo, en el Teatro Muñoz Seca. También protagonizó El triángulo de las tetudas, también en el Teatro Muñoz Seca, y Pecar en Madrid, en el teatro Alfil.
A finales de los 80 su estrella se fue apagando, según la sociedad iba liberalizándose y el transformismo perdía popularidad. Con 32 años volvió a Las Palmas con el amor de su vida, Federico, su administrador. La muerte de Federico fue un golpe del que no se recuperó emocionalmente, además de descubrirse que no quedaba dinero para la vejez. En sus últimos años, viviendo de una mísera pensión, tuvo problemas con el alcohol , aunque si se le preguntaba, él contestaba: «Dicen que estoy alcoholizado, pero no es cierto. Amargado, sí. Y bebo algo para olvidar. ¿Quién no lo haría en mi lugar? Mi ilusión es que alguien me dé un techo.» Falleció de cáncer a los 60 años.

## Legado
En 2021, fue nombrado hijo predilecto de Las Palmas de Gran Canaria a título póstumo. En 2020, se estrenó la obra teatral Paco España era un espectáculo, dirigida por Israel Reyes y protagonizada por Nacha la Macha, que recorría su historia y obra artística.

## Filmografía y discografía

### Películas
- Haz la loca... no la guerra (1976) de José Truchado[6]
- La Carmen (1977) de Julio Diamante[6]
- El transexual (1977) de José Jara[6]
- Los placeres ocultos (1977) de Eloy de la Iglesia[11]
- Un hombre llamado Flor de Otoño (1978) de Pedro Olea[8]
- Gay Club (1981) de Ramón Fernández[8]
- Los 1001 descorches (1998) de Daniel Gómez Ruiz[12]

### EP
- Gay Club (1975)[13]